# Al Goldstein
Alvin „Al“ Goldstein (10. ledna 1936, New York – 19. prosince 2013 tamtéž) byl americký novinář a vydavatel pornografického časopisu Screw. Jeho společnost Milky Way Productions, která časopis vlastnila, též více než 25 let produkovala televizní show Midnight Blue. V roce 2004 však zkrachovala.
V roce 2002 byl shledán vinným z obtěžování bývalé zaměstnankyně a odsouzen k 60 dnům ve vězení, když například ve svém časopise Screw publikoval její telefonní číslo a vyzýval čtenáře, ať jí zavolají. Goldsteinův právní zástupce se proti rozsudku odvolal a ten byl nakonec zvrácen odvolacím soudem. Stalo se to však až po šesti dnech, které Goldstein strávil ve vězení.
V roce 2006 vyšla jeho autobiografie I, Goldstein: My Screwed Life.